# Contee dell'Oklahoma

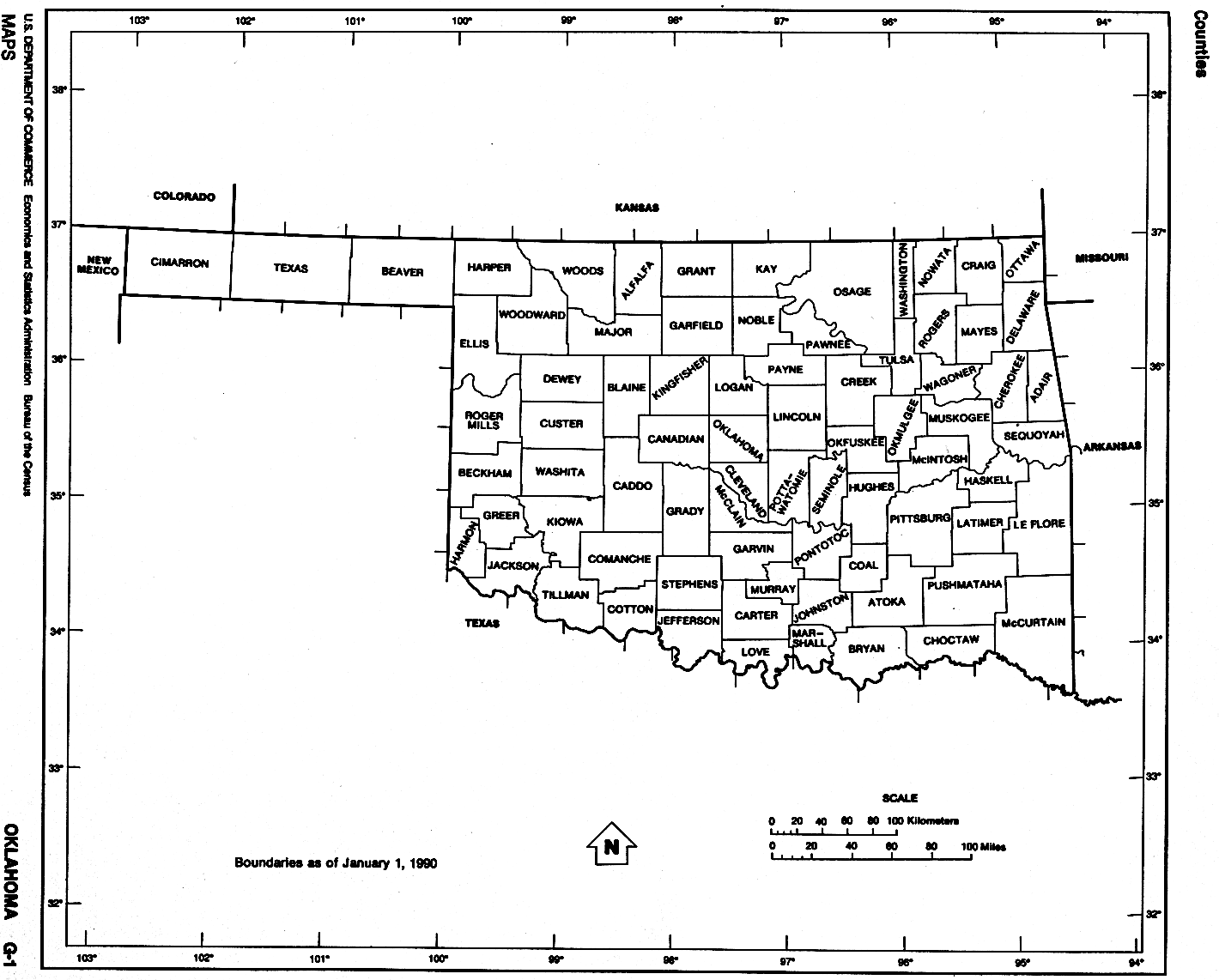
Contee dell'Oklahoma

Lista delle 77 contee dell'Oklahoma, negli Stati Uniti d'America:
| - Adair - Alfalfa - Atoka - Beaver - Beckham - Blaine - Bryan - Caddo - Canadian - Carter - Cherokee - Choctaw - Cimarron - Cleveland - Coal - Comanche - Cotton - Craig - Creek - Custer | - Delaware - Dewey - Ellis - Garfield - Garvin - Grady - Grant - Greer - Harmon - Harper - Haskell - Hughes - Jackson - Jefferson - Johnston - Kay - Kingfisher - Kiowa - Latimer - Le Flore | - Lincoln - Logan - Love - Major - Marshall - Mayes - McClain - McCurtain - McIntosh - Murray - Muskogee - Noble - Nowata - Okfuskee - Oklahoma - Okmulgee - Osage - Ottawa - Pawnee - Payne | - Pittsburg - Pontotoc - Pottawatomie - Pushmataha - Roger Mills - Rogers - Seminole - Sequoyah - Stephens - Texas - Tillman - Tulsa - Wagoner - Washington - Washita - Woods - Woodward |